# コロンバス・デラノ
コロンバス・デラノ（英語: Columbus Delano, 1809年6月4日 - 1896年10月23日）は、アメリカ合衆国の法律家、政治家。ホイッグ党および共和党に所属し、ユリシーズ・グラント政権で第11代アメリカ合衆国内務長官を務めた。

## 生い立ち
1809年6月4日、バーモント州ショーハムにおいて誕生した。デラノは1817年に両親とともにオハイオ州ノックス郡のマウントバーノンへ移り住んだ。デラノはマウントバーノンで初等教育を受けた。デラノは法律を学び、1831年に弁護士として認可を受けた。デラノはマウントバーノンで弁護士業を開業した。デラノはノックス郡の検察官を務めた。

## 政治経歴

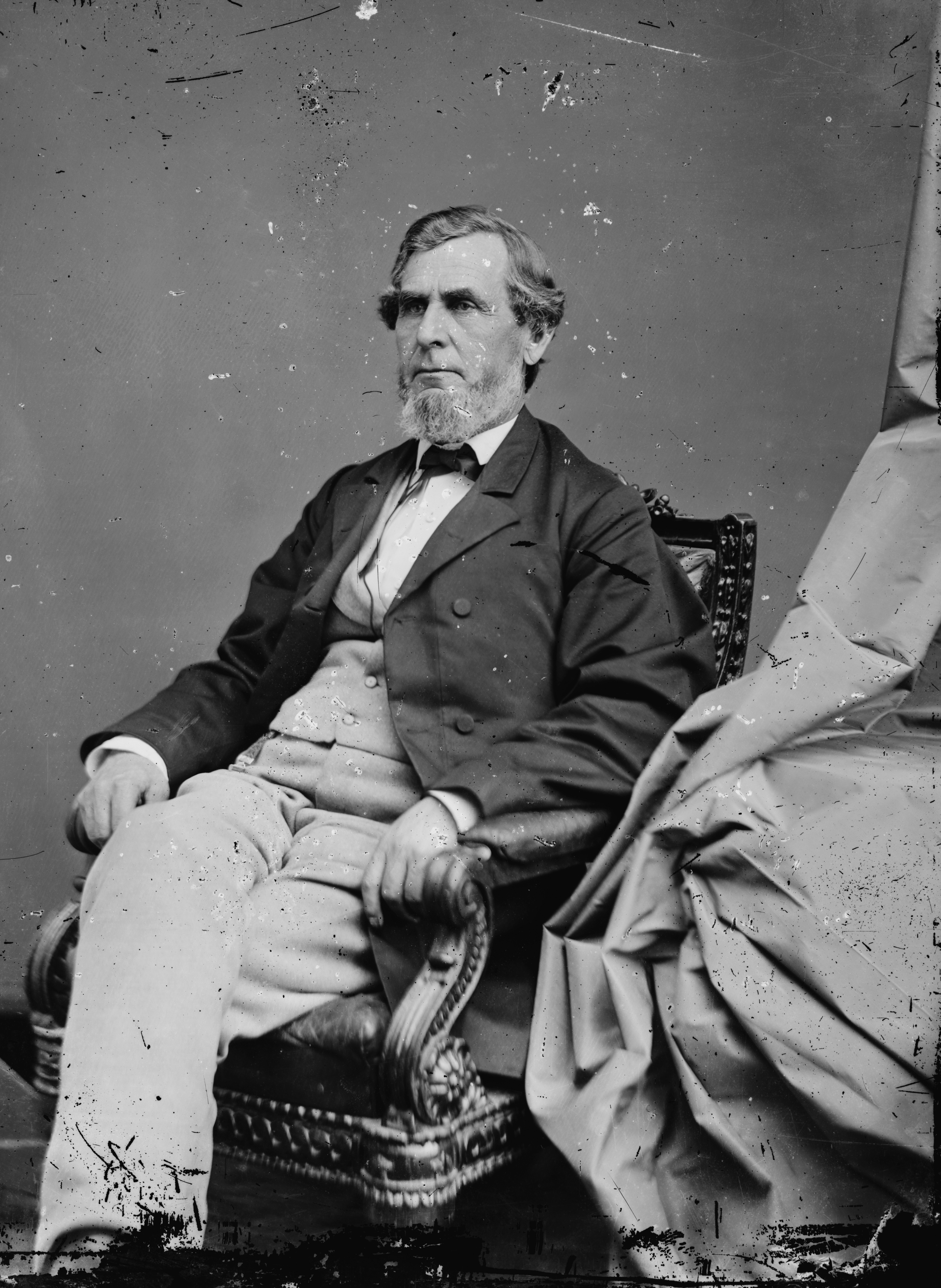
コロンバス・デラノ

デラノはホイッグ党に所属し、積極的に政治活動に関与した。デラノは1844年に連邦下院議員に選出された。デラノは1845年3月4日から1847年3月3日まで連邦下院議員を1期2年務めた。2期目の立候補はしなかった。デラノはオハイオ州での政治に集中した。1847年、デラノはオハイオ州知事を目指したが、ホイッグ党大会での指名獲得に失敗した。ホイッグ党解散後は共和党に参加した。1860年、デラノは共和党全国大会にオハイオ州代表として出席し、大統領指名でエイブラハム・リンカーンを支持した。1861年、デラノはオハイオ州兵站総監を務めた。1862年、デラノは連邦上院議員を目指したが、共和党大会でわずか2票しか獲得できなかった。1863年、デラノはオハイオ州下院議員を目指し、選出を果たした。デラノは1期1年の任期を満了した。1864年、デラノは共和党全国大会にオハイオ州代表として出席し、大統領指名でエイブラハム・リンカーンを支持した。
1864年、デラノは連邦下院議員に立候補し、選出を果たした。デラノは1865年3月4日から1867年3月3日まで連邦下院議員を1期2年務めた。デラノは連邦下院において、下院請求委員会委員長を務めた。デラノは1866年に2選目を目指して敗北したが、選挙の無効申し立てによる再選挙で当選し、1868年6月3日から1869年3月3日まで再び連邦下院議員を務めた。1868年の3選目は指名獲得に失敗した。1869年3月、デラノは内国歳入庁長官に任命された。デラノは内国歳入庁長官を1870年11月1日まで務めた。

## アメリカ合衆国内務長官

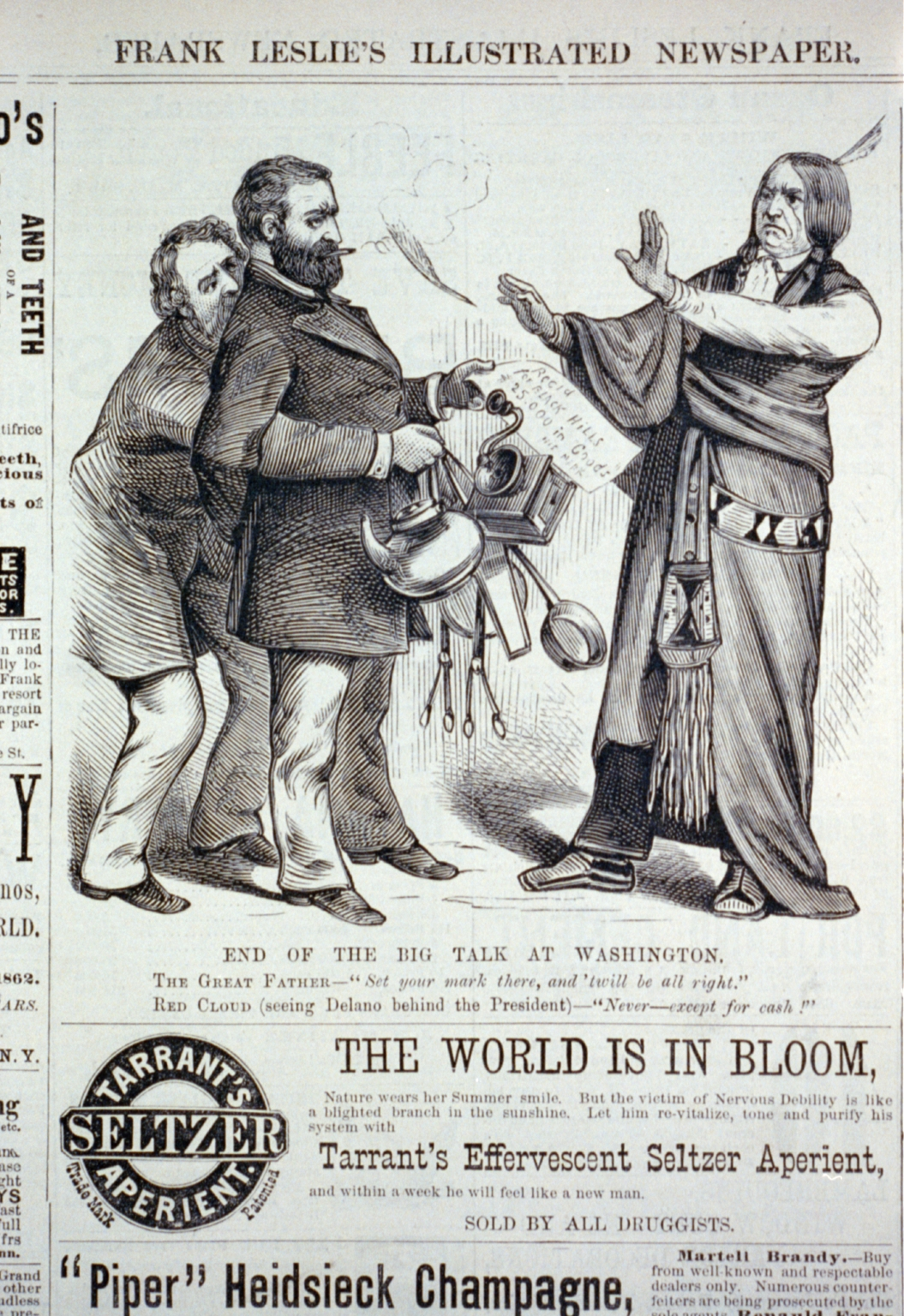
内務省とインディアンの関係を描いた風刺画

1870年11月1日、デラノはユリシーズ・グラント大統領により内務長官に任命された。当時の内務省には、合衆国の成長に伴い、多種多様な職務職責が次々と付与されていった。だが内務省の権限が拡大するにつれ、内務省は数多くの問題を抱えるようになっていった。デラノが内務長官に就任した当時、内務省の長として各部署を統率し政策立案を図ることは、きわめて骨の折れる作業であった。デラノもまた多数の問題に直面したが、デラノは19世紀の内務長官としては、5年という比較的長い期間を在任した。内務省では、グラント政権において急速に腐敗が進行し、とりわけインディアン局では汚職が広く蔓延していた。デラノは、前任の内務長官と同様、内務省の現実に絶望した。デラノは内務省が締結していた契約を調査していた際、息子ジョン・デラノが契約に関与していた証拠を発見した。デラノは父親としての責任を取り、1875年10月19日に内務長官を辞任した。

## 晩年
内務長官退任後、デラノはオハイオ州のマウントバーノン第一国法銀行の社長として以後20年を過ごした。またオハイオ州ガンビアのケニオン大学理事を長期にわたって務めた。
1896年10月23日、デラノはマウントバーノンにおいて死去した。デラノの遺体はマウントバーノン墓地に埋葬された。